# Stephan Glöckner
Stephan Glöckner (* 9. Juni 1875 in Calbe (Saale); † 20. Oktober 1948 in Erlangen) war ein deutscher Klassischer Philologe und Gymnasiallehrer.
Stephan Glöckner, der Sohn eines evangelischen Pfarrers, wuchs verschiedenen Dörfern und Kleinstädten Brandenburgs und Anhalts auf und besuchte das Pädagogium zum Kloster Unserer Lieben Frauen in Magdeburg, wo er am 3. März 1894 die Reifeprüfung ablegte. Anschließend studierte er Klassische Philologie und Germanistik an der Universität Breslau und der Universität Göttingen. Er wurde Mitglied des Philologischen Vereins Breslau und des Philologisch-Historischen Vereins Göttingen im Naumburger Kartellverband. Von seinen akademischen Lehrern beeinflusste ihn besonders Eduard Norden, der Verfasser der „Attischen Kunstprosa“ (1898), der auch Glöckners Dissertation über die Geschichte der Rhetorik in der Kaiserzeit betreute (1901). Am 15. Mai 1902 legte Glöckner die Lehramtsprüfung in den Fächern Latein, Griechisch und Deutsch ab.
Nach dem Studium trat Glöckner in den Schuldienst in Schlesien ein. Das Seminarjahr verbrachte er in Hirschberg, das Probejahr in Beuthen. Bereits zum 1. April 1904 erhielt er eine Festanstellung als Oberlehrer am Gymnasium zu Bunzlau, wo er über dreißig Jahre tätig war. Zum 1. Oktober 1935 trat er in den Ruhestand und zog nach Erlangen, um sich ganz seiner Forschungsarbeit zu widmen.
Glöckner beschäftigte sich sein Leben lang mit der kaiserzeitlichen Rhetorik, deren Zeugnisse damals nur in unzureichenden Editionen vorlagen. Glöckner beteiligte sich am Vorhaben des Teubner-Verlags, eine neue kritische Edition der griechischen Rhetoriker zu schaffen, und übernahm dabei die Schriften des Sopatros und Georgios Monos. Sein eigentlicher Forschungsschwerpunkt blieb aber Hermogenes von Tarsos, einer der einflussreichsten Rhetoriker. Glöckner unternahm auf eigene Kosten mehrere Forschungsreisen (nach Rom, Paris und anderswo) und ließ Fotokopien anfertigen. Wegen der Materialfülle kam er nicht zum Abschluss. Sein wissenschaftlicher Nachlass, der vor allem Handexemplare, Fotokopien und Kollationen enthält, befindet sich in der Universitätsbibliothek Erlangen-Nürnberg.

## Schriften (Auswahl)
- Quaestiones rhetoricae. Historiae artis rhetoricae qualis fuerit aevo imperatorio capita selecta. Breslau 1901 (Dissertation; = Breslauer philologische Abhandlungen 8,2)
- Über den Kommentar des Johannes Doxopatres zu den Staseis des Hermogenes. Zwei Teile, Bunzlau 1908–1909 (Schulprogramm)
- Aus Sopatros Μεταποιήσεις. In: Rheinisches Museum für Philologie. Band 65 (1910), S. 504–514
- Die handschriftliche Überlieferung der διαιρέσεις ζητημάτων des Sopatros. Bunzlau 1913 (Schulprogramm)
- Die Handschriften der Προβλήματα Ῥητορικὰ εἰς τὰς στάσεις. Bunzlau 1914 (Schulprogramm)
- Zur Komposition der P-Scholien zu Hermogenes περὶ τῶν στάσεων In: Satura Viadrina altera. Festschrift zum 50-jährigen Bestehen des Philologischen Vereins zu Breslau. Breslau 1921, S. 1–11
- Sopatros 10. In: Paulys Realencyclopädie der classischen Altertumswissenschaft (RE). Band III A,1, Stuttgart 1927, Sp. 1002–1006.
- Die Handschriften der P-Scholien zu Hermogenes περὶ τῶν στάσεων. Breslau 1928 (Schulprogramm)